# Steccherinum rawakense
Steccherinum rawakense är en svampart som först beskrevs av Christiaan Hendrik Persoon, och fick sitt nu gällande namn av Banker 1912. Steccherinum rawakense ingår i släktet Steccherinum och familjen Meruliaceae.   Inga underarter finns listade i Catalogue of Life.